# スレイマン・ディアワラ
スレイマヌ・ディアワラ（Souleymane Diawara, 1978年12月24日 - ）は、セネガル・ダカール出身の元同国代表サッカー選手。現役時代のポジションはディフェンダー。

## 代表歴
セネガル代表としてアフリカネイションズカップ2004、2006、2008、2012に出場。

## エピソード
- フランスの中では比較的冷涼なモンベリアルにあるFCソショーに移籍して以来、試合に臨む際は季節に関係なく黒色の手袋を着用する[1]。何かの験担ぎではなく、習慣ということである。温暖なオリンピック・マルセイユの試合でも、セネガル代表として酷暑のアフリカでプレーする際も、やはり手袋を着用している。
- ル・アーヴルACの下部組織に所属していた1998-99シーズンにはママドゥ・ニアンと一緒にプレーしており、非常に親しかった[2]。2009年にディアワラがオリンピック・マルセイユに移籍したことで10年ぶりに同じチームでプレーすることになった。

## タイトル
ソショー
- クープ・ドゥ・ラ・リーグ : 2004

ボルドー
- リーグ・アン : 2008-09
- クープ・ドゥ・ラ・リーグ : 2008-09
- トロフェ・デ・シャンピオン : 2008, 2009

マルセイユ
- リーグ・アン : 2009-10
- クープ・ドゥ・ラ・リーグ : 2009-10, 2010-11
- トロフェ・デ・シャンピオン : 2010